# Cephaloziella grimsulana
Cephaloziella grimsulana là một loài rêu tản trong họ Cephaloziellaceae. Loài này được (J.B. Jack) K. Müller miêu tả khoa học lần đầu tiên năm 1913.